# Muszegh Mykyrtczian
Muszegh Mykyrtczian (orm. Մուշեղ Մկրտչյանը; ur. 2003) – ormiański zapaśnik startujący w stylu wolnym.
Zajął 23. miejsce na mistrzostwach Europy w 2023. Brązowy medalista wojskowych MŚ w 2024. Drugi na MŚ juniorów w 2022. Mistrz Europy juniorów w 2022, drugi w 2023 roku. 